# Christian Glarbo
Christian Erik Nielsen Glarbo, född den 23 februari 1875, död den 1 augusti 1920, var en dansk teolog.
Glarbo blev docent i Nya Testamentets exegetik vid universitetet i Köpenhamn 1910, och professor i systematisk teologi 1916.
Glarbo utgav bland annat Den kristelige Erkendelse (1905), Christian science (1913) och Kristelig Etik (utkommen postumt 1921).